# Кофлин, Чарльз
Чарльз Кофлин (Правильно: Коглин, англ. Charles Edward Coughlin, 25 октября 1891 — 27 октября 1979) — американский религиозный деятель канадского происхождения, популярный радиопроповедник в 1930-х годах. Его выступления на радио характеризовались как антисемитские и антикоммунистические, симпатизирующие политике Гитлера и Муссолини.

## Биография
Родился в Канаде в семье ирландских католиков. В 1923 году переехал в Детройт. С 1926 года Кофлин начинает выступать на радио. В 1930-х годах аудитория его радиопрограмм достигала 40 миллионов человек, в неделю ему поступало до 80 тысяч писем от слушателей.
Будучи первоначально сторонником Франклина Рузвельта, Кофлин затем стал одним из главных критиков американского президента и его «Нового курса». Кофлин нередко выступал с поддержкой режимов Гитлера и Бенито Муссолини, считая их противовесом большевизму. Он утверждал, что Великая депрессия и Октябрьская революция в России являлись результатом «заговора еврейских банкиров». В издаваемой Кофлином газете Social Justice были опубликованы «Протоколы сионских мудрецов». В декабрьском номере газеты за 1938 год вышла статья Кофлина, основанная на речи Геббельса с критикой евреев, коммунистов и атеистов. В том же году, по словам американского историка Уильяма Манчестера, выступая в Бронксе, Кофлин отдал нацистское приветствие, сказав: «когда мы покончим с евреями в Америке, они поймут, что воздействие, которое они получили в Германии, — это ничто». Историк Даниэль Романовский считает, что Кофлин — вероятно, «самый влиятельный антисемит в истории США».
В 1936 году был одним из основателей партии Союза, участвовавшей в президентских выборах. В конце 1930-х годов его деятельность на радио и в прессе была серьёзно ограничена властями, так как Кофлин непрерывно выступал с критикой администрации Рузвельта. До самой своей смерти в возрасте 88 лет Кофлин писал памфлеты антикоммунистического характера.